# Коконино
Окръг Коконино (на английски: Coconino County) е окръг в щата Аризона, Съединени американски щати. Площта му е 48 332 km², а населението – 140 908 души (2016). Административен център е град Флагстаф.

## Градове
- Пейдж
- Фридония